# بریدوود (ایلینوی)
بریدوود، ایلینوی (به انگلیسی: Braidwood, Illinois) یک شهر در ایالات متحده آمریکا با جمعیت ۵٬۲۰۳ نفر است که در ایلی‌نوی واقع شده‌است.

## موقعیت جغرافیایی
موقعیت جغرافیایی شهرها و مناطق اطراف به شرح زیر است: